# الشقفة
الشقفة بلدية تابعة إقليميا إلى دائرة الشقفة ولاية جيجل الجزائرية، و تعتبر من أقدم بلديات ولاية جيجل[بحاجة لمصدر] يرجع تاريخ تأسيسها إلى العهد العثماني عندما قام سكان جيجل الاستنجاد بالعثمانيين لتحرير الساحل من الاستعمار الإسباني حيث قام مجموعة من البحارة الأتراك بتأسيسها. وفي عام 1889 تم ترقيتها إلى بلدية، وعام 1961 إلى دائرة.

أما جغرافيا فالشقفة تقع في السفوح الشمالية لجبال البابور. يحدها البحر المتوسط وبلدية القنار نشفي شمالا. بلدية برج الطهر والشحنة جنوبا. أما غربا بلدية الطاهير. وشرقا بلديتا القنار و برج الطهر.

من أهم مناطقها العمرانية:
- جيمار
- السبت
- قرية بودكاك
- وادوير